# 都伦 (南达科他州)
都伦（英語：Doland），是美国南达科他州下属的一座城市。根据2010年美国人口普查，该市有人口182人。论人口在本州排行第186。